# پالرینگو

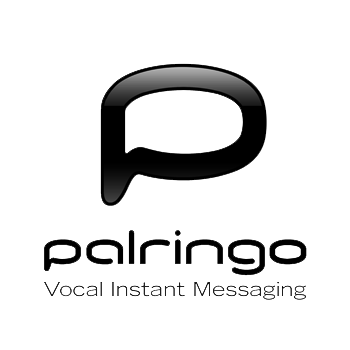
لوگوی پالرینگو

پالرینگو (به انگلیسی: Palringo) یک پیام‌رسانی جامعه‌گرا (اجتماعی) و برنامهٔ بازی برای آی‌اواس و اندروید و بادا است.این پیام‌رسان به کاربران امکان پیوستن به گروه‌های بزرگ بر اساس منافع مشترک را می‌دهد همچنین در گپ برنامه می‌توان پیام، تصاویر و صداهای ضبط شده را فرستاد. پالرینگو در سال ۲۰۰۶ میلادی راه‌اندازی شد و دارای ۲۸ میلیون کاربر از سراسرجهان و ۳۵۰ هزار گروه که برخی از آن‌ها بیش از ۲۰۰۰ عضو دارند نرم‌افزار آموزش پالرینگو به زبان فارسی به تازگی برای کاربران اندروید وارد مارکت بازار و دیگر مارکت‌های فارسی شده‌است.مقر اصلی پالرینگو در لندن است، که دفاتر آن در نیوکاسل، ایپسویچ و گوتنبرگ بنا شده‌است.

## ویژگی‌ها
از ویژگی‌های این برنامه توانایی گپ نوشتاری با شکلک نیز در این پیام‌رسان قرار داده شده‌است تا افزون بر برقراری گپ‌های تصویری و صوتی بتوان با نوشتار به گو و گفت پرداخت. از دیگر ویژگی این پیام‌رسان می‌توان به ربات هوشمند آن اشاره‌کرد که این قابلیت را در اختیار کاربران قرار می‌دهد که به صحبت کردن با او بپردازند و در نظرسنجی‌های گوناگون شرکت کنند. همچنین کاربران می‌توانند برای خود گروه‌های گوناگونی را بسازند و دوستان خود را به این گروه با گنجایش ۲ هزار نفر فراخوانی کنند.
نرم‌افزار آموزش پالرینگو به زبان فارسی در کافه بازار موجود است. یکی دیگر از ویژگی‌های این نرم افزار که آن را از سایر پیام رسان‌ها متمایز کرده‌است امکان شرکت در بازی‌های آنلاین و رقابت‌های چالش انگیز با سایر کاربران این نرم افزار می‌باشد.
لازم به ذکر است که پالرینگو از سال 2019 به wolf تغییر نام داده است